# 糸岡富子
糸岡富子（日语：／ Itooka Tomiko，1908年5月23日—2024年12月29日），是一名日本超級人瑞。自2023年12月12日巽房逝世後，成為日本和亞洲在世最長壽者。2024年8月19日瑪麗亞·布拉尼亞斯·莫雷拉逝世後，成為在世最年長者。

## 生平
糸岡富子於1908年5月23日出生於大阪府大阪市，在三名子女中排行老二，有一位兄長和一位弟弟。她於小學畢業後升讀女校（今大阪女學院中學校及高等學校），曾於校內擔任排球隊成員。高中畢業後，糸岡富子於1928年結婚，翌年生下長女，與丈夫共育有兩子兩女。在第二次世界大戰期間，她代替丈夫經營在韓國的紡織廠並獨自管理該廠在日本的業務。
丈夫於1979年去世後，她於丈夫的家鄉奈良市居住約十年左右，期間熱衷登山，曾只穿普通鞋攀登跨越奈良縣及大阪府的二上山及海拔高達3000米的御嶽山。80多歲時曾兩度參拜西國三十三所，100歲時不需拐杖跨過石樓梯前往芦屋神社參拜。她於晚年經常前往藥師寺參拜，喜愛撰寫契經。
2022年4月30日，115歲1天的一名匿名女性去世，糸岡富子以113歲342天之齡成為兵庫縣在世最年長者，並於同年5月21日（114歲生日前兩天）經確認出生資料，被列入金氏世界紀錄承認老年學研究組織的超級人瑞名單中。
2023年2月6日，生於1908年11月25日的岡井康惠（岡井ヤスエ）逝世，糸岡富子以114歲253天之齡成為最後一位生於1908年的日本人。同年12月12日巽房去世，使她以115歲203天之齡成為日本在世最年長者。
2024年8月19日，瑪麗亞·布拉尼亞斯·莫雷拉逝世後成為在世最年長者。
2024年9月16日，糸岡富子獲得「吉尼斯世界紀錄」和「老年學研究小組」認定為在世「最長壽的人」。並頒發官方GWR證書。
2024年12月29日，糸岡富子逝世，享嵩壽116歲220天，由巴西超級人瑞的伊娜·卡納巴羅·盧卡斯接替為在世最年長者。